# 天野博江
天野博江（日语：／ Amano Hiroe，1943年11月—），日本前女子羽球運動員，在1960年代贏得了多項國際和全國冠軍。 
她是1966年和1969年幫助日本贏得優霸盃（女子國際團體賽）比賽的優秀球員之一。1978年，她是日本優霸盃代表隊成功的教練。